# Doble Fuerza
Doble Fuerza es una banda de punk rock argentina que se formó en el mes de octubre de 1987 en la ciudad bonaerense de Quilmes. Sus letras componen un Punk Rock con matices e influencias del Rock and Roll de fines de los '50 y '60, y de míticos grupos del Punk 77 inglés. Doble Fuerza recorrió todo el circuito under con sus ocho discos editados y la mayoría de ellos reeditados por el sello Pinhead Records. En distintos shows fueron soporte de grupos internacionales como Ramones, La Polla Records, Die Toten Hosen, GBH, Steve Jones (Sex Pistols), etc.

## Historia
Doble Fuerza se formó a fines de 1987 en Quilmes, provincia de Buenos Aires. Los integrantes en ese entonces eran: Christian "El Cabezón" Costa (guitarra y coros), Silvio "Chipo" Rutkauskas (batería), Diego Nievas (bajo y coros), Hugo Irisarri (voz).
Su debut fue en 1988 en un local de la Capital Federal, llamado Bajo Harlem, junto con Mal Momento y Comando Suicida. En aquellos años iban distintas tribus a los shows de la banda: punks, skins (algunos definidos como tradicionales, otros como antirracistas y otros nazi skin), skaters, metaleros, hardcore, etc. Luego de varios disturbios y peleas los skins con orientación nazi fueron separados de los shows por la misma banda. La causa de esto fue la gran diferencia ideológica entre la banda (que por esos años tenía un sonido Street Punk, conocido también como Oi!) y los skinheads. En esa época para el país ese estilo era algo muy nuevo y no existía internet, por lo cual también existía mala y poca información, sumado a la violencia que estos grupos de personas demostraron todo el tiempo, terminó por hacer dudar a más de una persona si ir o no a un recital de la banda.
En 1994, con la partida de Christian y la incorporación de Bruno Cecconi y Gabriel Silvestri en guitarras, graban su primera producción independiente llamada Pibes de barrio, producida artísticamente por "El polaco" Zelazek, bajista de Los Violadores. Luego de varios shows en la Capital Federal, Gran Buenos Aires y el interior del país, se les dio la oportunidad de tocar como teloneros del grupo La Polla Records, y así sucedió en Stadium, junto a los locales Cadena Perpetua.
En 1995, tocan junto a los Ramones en el Estadio Obras Sanitarias, teniendo una muy buena aceptación del público, lo cual los motivó a grabar su segundo disco: Edrev Lobert Punk Rockers en el año 1996. En este disco ya no cuentan con la presencia de Chipo, quien fue reemplazado por Tommy Brusco, un joven baterista de zona sur. Además, en este disco se nota una leve influencia en la música celta. Incluyen una canción tradicional irlandesa llamada "The wild rover" en donde participa tocando el banjo Gabriel Irisarri (hermano de Hugo e integrante del grupo argentino de folk irlandés "The Shepherds").
Un año más tarde fueron teloneros de la banda alemana Die Toten Hosen, en un lugar del barrio de Caballito llamado La Rosa.
En 1998, Tommy, Bruno y Gaby fueron dejando de a poco la banda por problemas familiares y laborales. Debido a esta situación, ingresan Gabriel Otero en guitarra y coros, y Daniel "Mr. Muerte" D'Angelo en batería (ambos exintegrantes de Mal Momento, Conmoción Cerebral y Durango 95, esta última liderada por Federico Pertusi, primer cantante de Attaque 77). Para este año habían tocado con dos bandas amigas: Kavenzmnner de Alemania, y Nauzia de Brasil en distintas ocasiones, y a fines de ese mismo año graban su tercer disco (en esta ocasión editado por la productora Malasaa) con el nombre Ganar o perder, que salió a la venta en marzo de 1999.
Luego de varios recitales compartidos se va Gabriel Otero e ingresa Gastón Magro en guitarra, con quien entran a grabar un nuevo disco en el transcurso de 2001 en el estudio Fuera del Túnel (Flores). Meses más tarde, Enzo "Liendre" Insegna ingresa a la banda en segunda guitarra y luego de varios meses de inactividad, y debido al alejamiento de Gastón Magro, deciden incorporar a Pablo Gutiérrez como nuevo guitarrista. Sin embargo, a los pocos días, Diego Nievas, miembro fundador de Doble Fuerza, decide alejarse de la banda por motivos personales. En reemplazo de Diego, entra Eugenio "Cala" Calamari como bajista, con el cual empiezan a girar por primera vez por algunas ciudades del interior del país como Mercedes, Luján, Junín, Miramar y Rosario, así como otros puntos de la Argentina, además de intensificar los shows en Capital y Gran Buenos Aires.
Daniel "Mr. Muerte" D'Angelo decide alejarse y ocuparse de sus actividades musicales paralelas, lo cual significa un duro revés para los proyectos de la banda. En poco tiempo Daniel es reemplazado por "Gontxo", un baterista joven amante de la música de la banda. El nuevo baterista pronto es puesto a prueba entrando a estudios a grabar "Chasing the night", tema de Ramones que formó parte de un compilado tributo.
En el año 2002 sale a la venta el cuarto álbum de la banda En las calles, un disco muy prolijo, con buenas canciones y con invitados: Ricky Espinosa (Flema) en la canción "Sale de vos" y Ciro Pertusi (ex Attaque 77, actual Jauría) en "Canción de libertad".
En el 2004 se edita en Brasil un compilado llamado O melhor de Doble Fuerza, y a principios del 2005 la banda saca Rocker, un disco con temas nuevos, temas en vivo y rarezas que la banda presenta en todos sus shows en vivo. Para ese entonces, el "Chino" de Superuva tocaba la batería en la banda.
En el 2006 sale a la venta Buenas noches Punk Rockers, un disco con temas nuevos y, conmemorando los 18 años de la banda, se realiza un show en el Teatro Colegiales.
En junio de 2008 la banda toca en El Teatrito, quedando todo plasmado en un DVD: Otra vuelta de cerveza, festejando los 20 años de la banda con muchos artistas y amigos invitados. Luego hay varios cambios en la banda: entra Diego Piazza (ex Flema) a la batería, el "Hongo" (ex Superuva, Flemita) al bajo y se va el "Negro", por lo cual la banda queda con una sola guitarra a cargo de Liendre.
Después de varios años sin discos en las calles, Doble Fuerza edita Aloha! en el año 2012. Hay nuevos cambios en la formación: por diferencias personales "Liendre" se aleja de la banda, siendo reemplazado por Mauro Retamozo, además de "Hongo", quien fue reemplazado en el bajo por "Kelo" Benítez; y en el año 2013 editan un nuevo disco bajo el nombre de Clásicos de barrio.

## Formación
- Hugo Irisarri (voz)
- "Pelu" Suffloni (guitarra)
- "Nicky" Pombo (guitarra)
- "Chipo" Rutkaukas (batería)
- "Monchi" Torres (bajo)

### Línea De Tiempo
Rojo: Voz
Azul: Bajo
Verde: Guitarra
Violeta: Batería

## Discografía
Demo:
- Doble Fuerza, 1987

Discos de estudio:
- Pibes de barrio, 1994
- Edrev lobert Punk Rockers, 1996
- Ganar o perder, 1999
- En las calles, 2002
- Rocker, 2005
- Buenas noches Punk Rockers, 2008
- Aloha!, 2012
- Diez, 2016
- 1987, 2024

DVD:
- Otra vuelta de cerveza, 2009

Otros discos
- O Melhor De Doble Fuerza , 2004
- Clásicos de barrio, 2013